# ماديل
ماديل (بالإنجليزية: Madill, Oklahoma)‏ هي مدينة تقع بولاية أوكلاهوما في الولايات المتحدة. تبلغ مساحة هذه المدينة 7.6 (كم²)، وترتفع عن سطح البحر 240 م، بلغ عدد سكانها 3770 نسمة في عام 2010 حسب إحصاء مكتب تعداد الولايات المتحدة.

## التركيبة السكانية
حدّد مكتب تعداد الولايات المتحدة بيانات التركيبة السكانية لماديل في تعداد الولايات المتحدة. في ما يلي، التركيبة السكانية حسب تعدادي 2000 و2010.

### تعداد عام 2000
بلغ عدد سكان ماديل 3,410 نسمة بحسب تعداد عام 2000، وبلغ عدد الأسر 1,284 أسرة وعدد العائلات 831 عائلة مقيمة في المدينة. في حين سجلت الكثافة السكانية 286.8 نسمة لكل كيلومتر مربع (742.8/ميل2). وبلغ عدد الوحدات السكنية 1,453 وحدة بمتوسط كثافة قدره 122.2 لكل كيلومتر مربع (316.5/ميل2).
وتوزع التركيب العرقي للمدينة بنسبة 64.52% من البيض و6.04% من الأمريكيين الأفارقة و6.42% من الأمريكيين الأصليين و0.26% من الأمريكيين ذوي الأصول الآسيوية و0.03% من سكان جزر المحيط الهادئ و15.84% من الأعراق الأخرى و6.89% من عرقين مختلطين أو أكثر و20.97% من الهسبانيون أو اللاتينيون من أي عرق.
بلغ عدد الأسر 1,284 أسرة كانت نسبة 36.4% منها لديها أطفال تحت سن الثامنة عشر تعيش معهم، وبلغت نسبة الأزواج القاطنين مع بعضهم البعض 47.7% من أصل المجموع الكلي للأسر، ونسبة 12.5% من الأسر كان لديها معيلات من الإناث دون وجود شريك،  بينما كانت نسبة 4.5% من الأسر لديها معيلون من الذكور دون وجود شريكة وكانت نسبة 35.3% من غير العائلات. تألفت نسبة 32.2% من أصل جميع الأسر من عدة أفراد يعيشون في نفس المنزل ونسبة 19.4% كانت تتألف من شخص يعيش بمفرده يبلغ من العمر 65 عاماً أو أكثر. وبلغ متوسط حجم الأسرة المعيشية 2.47، أما متوسط حجم العائلات فبلغ 3.12.
بلغ العمر الوسطي للسكان 35.2 عاماً. وكانت نسبة 25.9% من القاطنين تحت سن الثامنة عشر، وكانت نسبة 9.3% بين الثامنة عشر والرابعة والعشرين عاماً، ونسبة 23.5% كانت واقعةً في الفئة العمرية ما بين الخامسة والعشرين والرابعة والأربعين عاماً، ونسبة 17.8% كانت ما بين الخامسة والأربعين والرابعة والستين، ونسبة 16.6% كانت ضمن فئة الخامسة والستين عاماً فما فوق. يوجد لكل 100 أنثى 90.1 ذكر، ويوجد لكل 100 أنثى في الثامنة عشر من عمرها فما فوق 84.9 ذكر.
بلغ متوسط دخل الأسرة في المدينة 22,457 دولارًا، أما متوسط دخل العائلة فبلغ 26,892 دولارًا. وكان متوسط دخل الذكور 22,420 دولارًا مقابل 18,203 دولارًا للإناث. وسجل دخل الفرد الخاص بالمدينة 12,614 دولارًا. وكانت نسبة 19.2% من العائلات ونسبة 26.1% من السكان تحت خط الفقر، وكان من هؤلاء نسبة 36.1% تحت سن الثامنة عشر ونسبة 19.7% في الخامسة والستين من العمر وما فوق.

### تعداد عام 2010
بلغ عدد سكان ماديل 3,770 نسمة بحسب تعداد عام 2010، وبلغ عدد الأسر 1,332 أسرة وعدد العائلات 904 عائلة مقيمة في المدينة. في حين سجلت الكثافة السكانية 317.1 نسمة لكل كيلومتر مربع (821.3/ميل2). وبلغ عدد الوحدات السكنية 1,494 وحدة بمتوسط كثافة قدره 125.7 لكل كيلومتر مربع (325.6/ميل2).
وتوزع التركيب العرقي للمدينة بنسبة 59.28% من البيض و4.43% من الأمريكيين الأفارقة و6.37% من الأمريكيين الأصليين و0.48% من الأمريكيين ذوي الأصول الآسيوية و23.47% من الأعراق الأخرى و5.97% من عرقين مختلطين أو أكثر و33.10% من الهسبانيون أو اللاتينيون من أي عرق.
بلغ عدد الأسر 1,332 أسرة كانت نسبة 40.2% منها لديها أطفال تحت سن الثامنة عشر تعيش معهم، وبلغت نسبة الأزواج القاطنين مع بعضهم البعض 47.4% من أصل المجموع الكلي للأسر، ونسبة 14% من الأسر كان لديها معيلات من الإناث دون وجود شريك،  بينما كانت نسبة 6.4% من الأسر لديها معيلون من الذكور دون وجود شريكة وكانت نسبة 32.1% من غير العائلات. تألفت نسبة 28.8% من أصل جميع الأسر من عدة أفراد يعيشون في نفس المنزل ونسبة 14.2% كانت تتألف من شخص يعيش بمفرده يبلغ من العمر 65 عاماً أو أكثر. وبلغ متوسط حجم الأسرة المعيشية 2.67، أما متوسط حجم العائلات فبلغ 3.30.
بلغ العمر الوسطي للسكان 34.6 عاماً. وكانت نسبة 28.3% من القاطنين تحت سن الثامنة عشر، وكانت نسبة 9.2% بين الثامنة عشر والرابعة والعشرين عاماً، ونسبة 24.6% كانت واقعةً في الفئة العمرية ما بين الخامسة والعشرين والرابعة والأربعين عاماً، ونسبة 21.6% كانت ما بين الخامسة والأربعين والرابعة والستين، ونسبة 16.3% كانت ضمن فئة الخامسة والستين عاماً فما فوق. وتوزع التركيب الجنسي للسكان بنسبة 49.2% ذكور و50.8% إناث.

## أعلام
- روي جونسون
- تشارلز د. هايز

## وصلات خارجية
- mccoconline.org
- The US50 - Cities and Towns in Oklahoma State